# Polsat SuperHit Festiwal 2019
Polsat SuperHit Festiwal 2019 – piąta edycja festiwalu Polsat SuperHit. Festiwal odbył się w dniach 24–26 maja 2019 w Operze Leśnej w Sopocie. Emisja w kanałach Polsatu: Polsacie i Polsacie 2.
Po raz pierwszy w historii tego festiwalu działało studio festiwalowe, którego gospodarzami byli Joanna Koroniewska i Maciej Dowbor.

## Dzień 1 (piątek, 24 maja, godz. 20:00)

### 50-lecie debiutu Maryli Rodowicz w Operze Leśnej
Pierwszy dzień festiwalu otworzył recital Maryli Rodowicz z okazji 50-lecia jej debiutu na deskach Opery Leśnej. Koncert poprowadził Krzysztof Ibisz.

### Koncert Platynowy
Podczas tego koncertu wystąpili artyści, których albumy od stycznia 2018 do lutego br. pokryły się platyną. Koncert prowadzili Michał Szpak oraz Krzysztof Ibisz.
Wystąpili:
- IRA - podwójna platyna za singiel „Wybacz”;
- Maciej Maleńczuk - platynowa płyta za album „Maleńczuk gra Młynarskiego” oraz platynowa płyta za krążek „Jazz for idiots”;
- Tulia - platynowa płyta za album „Tulia”;
- Dżem - platynowa płyta za krążek „The Singles”;
- Michał Szpak - podwójna platyna za album „Byle być sobą”;
- B.R.O. - potrójnie platynowa płyta za singiel „Mówiła mi”;
- Varius Manx - platynowy singiel „Kot bez ogona”;
- Boys - poczwórnie platynowa płyta za singiel „Najpiękniejsza dziewczyno”.

Ponadto podczas tego koncertu zespoły Dżem i Varius Manx świętowali swoje 40 i 30-lecie istnienia na scenie.

### Królowa łez, która wciąż nie mówi sobie dość. Jubileusz 25-lecia Agnieszki Chylińskiej
Kolejnym koncertem rozpoczynającym festiwal był recital Agnieszki Chylińskiej świętującej 25 lat swojej działalności muzycznej. Występ poprowadził Krzysztof Ibisz.

### Euforia! Jubileusz 10-lecia Kamila Bednarka
Koncertem kończącym pierwszy dzień festiwalu był recital Kamila Bednarka świętującego 10 lat swojej działalności muzycznej. Występ poprowadził Maciej Dowbor.

## Dzień 2 (sobota, 25 maja, godz. 20:00)

### Jubileusz 10-lecia Łukasza Mroza
Drugi dzień festiwalu otworzył recital Łukasza Mroza świętującego 10 lat swojej działalności muzycznej. Występ poprowadził Maciej Rock.

### Radiowy Przebój Roku
Potem rozpoczął się koncert, na którym został rostrzygnięty konkurs na najczęściej grany utwór w rozgłośniach radiowych. Występy poprowadzili Ola Kot (Eska TV), Maciej Rock, Julia Wieniawa oraz Kabaret Skeczów Męczących.
Wystąpili:
- Shanguy
- C-Bool
- Gromee feat. Jesper Jenset
- Gromee feat. Lukas Meijer
- Feel & Lanberry
- Komodo
- Paweł Domagała
- Michał Szczygieł
- Margaret
- Brave
- Grzegorz Hyży
- Sarsa
- Marta Gałuszewska
- Sławomir Zapała
- Enej
- Agnieszka Adamczewska
- Sound’n’Grace
- Ania Dąbrowska

| Miejsce | Wykonawca                 | Singel           |
| ------- | ------------------------- | ---------------- |
| 1.      | C-Bool                    | „Wonderland”     |
| 2.      | Marta Gałuszewska         | „Nie mów mi nie” |
| 3.      | Gromee feat. Lukas Mejier | „Light Me Up”    |

### Wierzę w miłość. Koncert Zenona Martyniuka i zespołu Akcent
Koncertem kończącym drugi dzień festiwalu był występ Zenona Martyniuka i zespołu Akcent. Koncert poprowadziły Agnieszka Hyży i Paulina Sykut-Jeżyna.

## Dzień 3 (niedziela, 26 maja, godz. 20:00)

### Sopocki Hit Kabaretowy
Festiwal tradycyjnie zakończył kabareton, który uświetnili takie grupy i satyrycy jak: Kabaret Neo-Nówka, Piotr Bałtroczyk, Kabaret Skeczów Męczących, Kabaret Ani Mru Mru, Kabaret Młodych Panów, Jerzy Kryszak, Marcin Daniec, Kabaret Smile, Mariusz Kałamaga, Pan Li, Michał Czernecki oraz Letni Chamski Podryw.
Tegoroczny kabareton poprowadzili Marcin Wójcik z Kabaretu Ani Mru Mru, Piotr Bałtroczyk oraz Adrianna Borek z kabaretu Nowaki.